# Борец ялусский
Боре́ц ялу́сский (лат. Aconitum jaluense) — многолетнее травянистое растение, вид рода Борец (Aconitum) семейства Лютиковые (Ranunculaceae).

## Распространение и экология
Ареал вида охватывает Приморье, северо-восток Китая и Корею.
Произрастает в кустарниковых зарослях по склонам речных долин.

## Ботаническое описание
Стебель прямой, восходящий, часто полулежачий, равномерно олиственный, круглый, толщиной 2—3 мм, голый.
Листья на черешках, тройчатые, длиной 8—9 см, шириной 7—14 см, крупно-зубчатые, заострённые, с нижней стороны серовато-зелёные, голые, с верхней жёлто-зелёные, совершенно голые или с едва заметным опушением из мелких прижатых волосков, средняя лопасть больше остальных.
Цветки длиной 3—3,5 см, шириной 1—1,5 см, белые, редко голубые. Шлем высотой 10—15 мм, длиной 20—23 мм, шириной на уровне носика 12—17 мм; боковые доли околоцветника несколько неравнобокие, длиной и шириной до 13—15 мм; нижние доли околоцветника длиной 10—15 мм, шириной, соответственно, до 4 и 6. Нектарник со слабо изогнутым ноготком и крупной, шириной до 2,5—3 мм, сильно вздутой пластинкой. Завязи в числе трёх, густо опушённые.

## Классификация

### Представители
В рамках вида выделяют несколько разновидностей:
- Aconitum jaluense var. glabrescens Nakai — встречается в Китае, юго-восток провинции Ляонин.

- [syn.  Aconitum manshuricum Nakai]

- Aconitum jaluense var. jaluense

### Таксономия
Вид Борец ялусский входит в род Борец (Aconitum) трибы Живокостные (Delphinieae) подсемейства Лютиковые (Ranunculoideae) семейства Лютиковые (Ranunculaceae) порядка Лютикоцветные (Ranunculales).
|  |                       |  |                                               |                                               |                                         |  | ещё четыре подсемейства (согласно Системе APG II) | ещё четыре подсемейства (согласно Системе APG II) |                                           |  |  |  | ещё 2 рода              | ещё 2 рода         |  |  |
|  |                       |  |                                               |                                               |                                         |  | ещё четыре подсемейства (согласно Системе APG II) | ещё четыре подсемейства (согласно Системе APG II) |                                           |  |  |  | ещё 2 рода              | ещё 2 рода         |  |  |
|  |                       |  |                                               | семейство Лютиковые                           |                                         |  |                                                   |                                                   | триба Живокостные                         |  |  |  |                         | вид Борец ялусский |  |  |
|  |                       |  |                                               | семейство Лютиковые                           |                                         |  |                                                   |                                                   | триба Живокостные                         |  |  |  |                         | вид Борец ялусский |  |  |
|  | порядок Лютикоцветные |  |                                               |                                               | подсемейство Лютиковые (Ranunculoideae) |  |                                                   |                                                   | род Борец, или Аконит                     |  |  |  |                         |                    |  |  |
|  | порядок Лютикоцветные |  |                                               |                                               |                                         |  |                                                   |                                                   |                                           |  |  |  |                         |                    |  |  |
|  |                       |  | ещё десять семейств (согласно Системе APG II) | ещё десять семейств (согласно Системе APG II) |                                         |  |                                                   | ещё восемь триб (согласно Системе APG II)         | ещё восемь триб (согласно Системе APG II) |  |  |  | ещё от 250 до 300 видов |                    |  |  |
|  |                       |  |                                               | ещё десять семейств (согласно Системе APG II) |                                         |  |                                                   |                                                   | ещё восемь триб (согласно Системе APG II) |  |  |  |                         |                    |  |  |